# 帝権移譲論
帝権移譲論もしくはトランスラティオ・インペリイ（ラテン語: Translatio imperii）は、中世ヨーロッパ以降の史学史における、歴史の流れを「皇帝」もしくは「帝国」の変遷を通して国際覇権の推移を捉えようとする概念。似たものに「学問移転論」（translatio studii）があるが、どちらもヘブライ語聖書のダニエル書第二章に端を発するものである。

## 用例
中世の歴史家たちは、超越した神の手で帝位移譲が行われると説いているが、その結論は以下の例のように作者自身の住む国におもねった恣意的なものであることが多い。
- オットーフォン・フライジング (12世紀ドイツ): ローマ → ビザンティオン → フランク人 → ランゴバルド人 → ドイツ (=神聖ローマ帝国);
- クレティアン・ド・トロワ (12世紀フランス): ギリシア → ローマ → フランス[2]
- リチャード・デ・ベリー (14世紀イングランド): アテネ (ギリシア) → ローマ → パリ (フランス) → イングランド

近代に至るまで、加筆修正された帝権移譲論がたびたび論じられた。
- 第五王国派 (17世紀イングランド): バビロニア → ペルシア → マケドニア → ローマ → イングランド (構想)
- アントーニオ・ヴィエラ (17世紀ポルトガル): アッシリア-バビロニア → ペルシア → ギリシア → ローマ → ポルトガル
- フェルナンド・ペソア (20世紀ポルトガル): ギリシア → ローマ → キリスト教 → ヨーロッパ → ポルトガル

中世やルネサンス期の作家は、しばしば主体を国家ではなく王家一族においた。これはトロイア戦争の英雄アイネイアースがローマを建設したとするヴェルギリウスの『アエネーイス』から受け継がれた図式である。またローマ建国神話自体が直接各国の伝説に結び付けられた例もある。12世紀のジェフリー・オブ・モンマスの『ブリタニア列王史』やウァースの『ブリュ物語』などは、ブリテンの創設者をアイネイアースの子孫ブルータスであるとしている。
これと同様に、フランスのルネサンス期の作家ジャン・ルメール・ド・ベルジュは、ケルト時代のガリア創始をトロイア王子ヘクトールの子「フランクス（アステュアナクス）」に結びつけ、ケルト時代のゲルマニアをプリアモスの従弟「バーフ」であるとした。その上でルメールは、ピピン3世やカール大帝がフランクスに繋がるとする有名な系譜を作り上げた。

## 批判
アナール学派の歴史家ジャック・ル・ゴフ は、いくつかの理由で「典型的な」中世史学論であると述べている。
- 歴史を直線的に見る考え方が中世特有の論法である。
- 世界各地で同時に別系統で発展が進んだことを無視している（このことは中世ヨーロッパ人にとっては何の意味も持たなかった）。
- 神による世界運営と世界規模の歴史活動が区別されていない。中世ヨーロッパでは、神の力と物質的な世界が同じ世界に存在していると信じられていた。また年代記作家たちは、帝位や王位などの地位継承を因果的に語ることが多かった。